# Bataille de Teugen-Hausen
Cinquième Coalition
Batailles
Campagne d'Allemagne et d'Autriche
- Sacile
- Teugen-Hausen
- Raszyn
- Abensberg
- Landshut
- Eckmühl
- Ratisbonne
- Neumarkt
- Radzymin (en)
- Caldiero
- Dalmatie
- Ebersberg
- Piave
- Malborghetto
- Linz (en)
- Essling
- Sankt Michael
- Stralsund
- Raab
- Gratz
- Wagram
- Korneuburg
- Stockerau
- Gefrees (en)
- Hollabrunn
- Schöngrabern (en)
- Znaïm
- Ölper

Batailles navales
- Martinique
- Sables-d'Olonne
- Île d'Aix
- Walcheren
- Lissa
- Pelagosa

Campagne de l'île Maurice
- Sainte-Rose
- Saint-Paul
- Île Bonaparte
- Grand Port
- Île de France
- Tamatave

Campagne d'Espagne
Rébellion du Tyrol
La bataille de Teugen-Hausen (connue également sous le nom de bataille de Tengen et de  bataille de Tann ) a lieu le 19 avril 1809, entre l' armée de l'empire d'Autriche de l'archiduc Charles d'Autriche et l'armée française du maréchal Louis Nicolas Davout pendant la Cinquième Coalition. L'armée autrichienne y est défaite.
La bataille marque le début d'une campagne de quatre jours qui allait se terminer par la victoire française à Eckmühl.

## Situation avant la bataille
Dans les premières heures du 10 avril 1809, 140 000 Autrichiens sous les ordres de l'archiduc Charles traversèrent l'Inn et entrèrent en Bavière, alors qu'au même moment l'archiduc Jean traversait la frontière italienne avec l'armée autrichienne d'Italie. Ces deux mouvements de troupe marquèrent le début des guerres de la Cinquième Coalition. Leur but était de fixer et détruire les forces françaises et alliées dans ces régions pendant que la Grande Armée de Napoléon était engagée en Espagne dans la Campagne d'Espagne.
Napoléon ne s'attendait pas à ce que les Autrichiens lui déclarent la guerre et lancent une offensive au printemps 1809. Ainsi, les premières semaines de la campagne furent marquées par plusieurs défaites françaises. La progression des Autrichiens en Bavière et en Italie obligea Napoléon à quitter l'Espagne, ordonnant au maréchal Berthier de lever l'Armée d'Allemagne avec des troupes françaises et alliées sur le front du Danube.
Les Autrichiens continuèrent leur progression en Bavière, balayant l'armée bavaroise. Les troupes du IIIe Corps du maréchal Davout étaient situées non loin de Ratisbonne. Dans la confusion suivant l'attaque autrichienne, Davout se retrouva isolé près de Ratisbonne sur les rives du Danube.
Le 16 avril, l'Armée d'Italie de l'archiduc Jean remporta une victoire sur l'armée franco-italienne du vice-roi Eugène de Beauharnais, lors de la Bataille de Sacile.

## La bataille

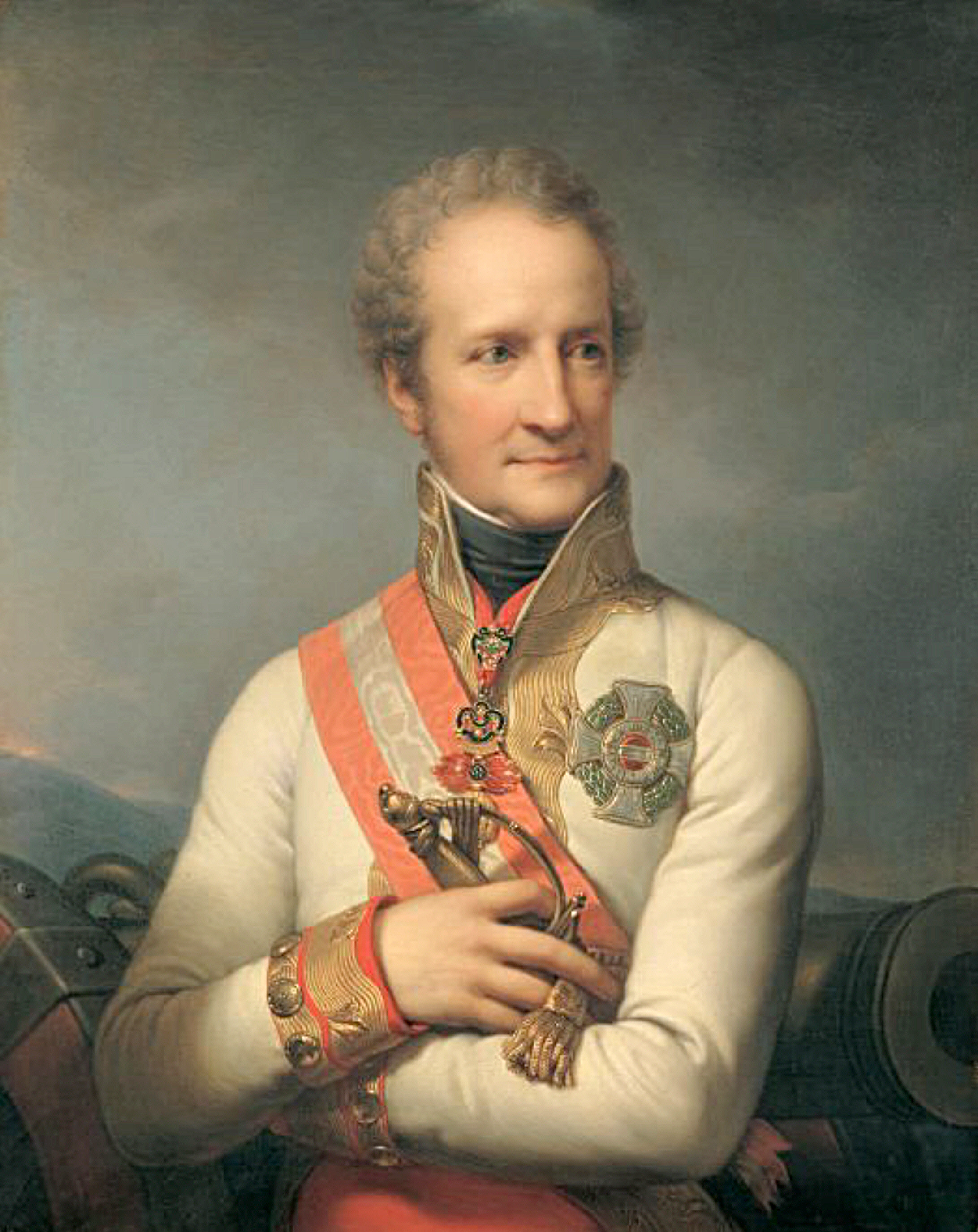
Johann Josef I von Liechtenstein

L'archiduc Charles se rendit compte de la position fragile du corps de Davout. Avec le Danube derrière lui, une défaite des troupes de Davout signifierait certainement la destruction totale de la force. L'archiduc Charles décida donc de saisir cette chance de détruire l'armée française dans cette région du Danube, aussi il disposa trois corps de son armée et se prépara à l'attaque. Les Autrichiens se déplacèrent au Nord, vers Ratisbonne, la dernière position connue de Davout.
Le 19 avril 1809, le duc d'Auerstaëdt quitte Ratisbonne pour se porter sur Neustadt et se rapprocher d'Ingolstadt, afin de compléter le projet de l'Empereur qui était de manœuvrer sur l'ennemi qui avait débouché de Landshut, et de l'attaquer dans le moment même où, croyant avoir l'initiative, il marchait sur Ratisbonne. Ce même jour à 11h00, près du village de Teugn, le IIIe corps du feld-maréchal Friedrich von Hohenzollern-Hechingen commet une erreur face au corps de Davout, en avançant au-delà de la ligne de marche de la division du général Saint-Hilaire.
Le terrain autour de Teugn est très boisé, et donc les lignes de communication très entravées. Hohenzollern, réalisant qu'il avait enfin trouvé le corps de Davout, déploya immédiatement son IIIe corps pour repousser l'attaque française inévitable. Il envoya un message pour informer l'archiduc, et pour lui demander que le IVe corps ainsi que les Grenadiers de réserve de l'archiduc Charles lui fussent envoyés en renfort pour affronter Davout. La configuration du terrain ne facilita pas l'arrivée du courrier, et quand l'archiduc reçut finalement le message, il hésita à déployer sa réserve sans plus de renseignement. À trop hésiter, l'archiduc Charles perdit l'occasion de détruire un des corps d'élite de Napoléon.
Le talent de Davout et la qualité de ses troupes, allaient avoir raison des hommes d'Hohenzollern. 

Le 19 avril 1809 à la pointe du jour, le duc d'Auerstaëdt se mit en marche sur deux colonnes :
- les divisions Morand et Gudin formaient sa droite ;
- les divisions Saint-Hilaire et Friant formaient sa gauche.

La division Saint-Hilaire arrivée au village de Peissing, y rencontra l'ennemi plus fort en nombre. Le général Saint-Hilaire soutenu par le général Friant, culbuta tout ce qui était devant lui, enleva les positions de l'ennemi, lui tua une grande quantité de monde et lui fit de 600 à 700 prisonniers.
Le 72e de ligne se distingua dans cette journée et le 57e régiment de ligne honora son surnom le Terrible obtenu en 1793, en Italie où seul il a abordé et successivement défait 6 régiments autrichiens.
Sur la gauche, à deux heures après midi, le général Morand rencontra également une division autrichienne qu'il attaqua en tête, tandis que le François Joseph Lefebvre avec un corps bavarois parti d'Abensberg, vint le prendre en queue. Cette division fut bientôt débusquée de toutes ses positions, et laissa quelques centaines de morts et de prisonniers. La totalité du régiment des dragons de Levenher fut détruit par les chevau-légers bavarois, et son colonel fut tué.

## Bilan
Davout parvint à repousser le IIIe corps jusqu'au village d'Hausen, ouvrant ainsi une ligne de communication avec ses alliés bavarois venant de l'Ouest. La bataille se termina vers 17h00, lorsqu'un violent orage mit fin aux combats. Les deux camps comptèrent environ 4 000 morts ou blessés, mais le IIIe corps de Davout sortit indéniablement vainqueur de l'affrontement, et il allait parvenir peu après à rejoindre ses alliés près d'Abensberg.
À la chute du jour le corps d'armée de Lefebvre fit sa jonction avec celui de Davout.